# Glissando (film)
Glissando este un film românesc din 1984 scris și regizat de Mircea Daneliuc după nuvela Omul din vis a lui Cezar Petrescu. În rolurile principale au jucat actorii Ștefan Iordache, Tora Vasilescu și Ioan Fiscuteanu.

## Rezumat
Ion Teodorescu încearcă să afle de la un prieten medic unde se află Agata, fosta iubită. Înțelege că proprietara sanatoriului, doamna Steriu, refuză eliberarea acesteia după încercarea ei de sinucidere. Ar dori, în schimb, să ofere 3 500 de lei pentru un tablou care o reprezintă pe Agata. Deocamdată, posesorul acestuia, Ion Teodorescu, refuză să-l înstrăineze. Invitat la țară de către prietenul său, Alexandru, o cunoaște pe Nina, guvernanta fetițelor. Alexandru îi propune o relație cu propria soție, Maria, de care vrea să divorțeze pentru a se căsători cu Nina. După o noapte petrecută cu Maria, Ion pleacă la București fără a-l înștiința pe Alexandru. Acesta realizează că Nina a părăsit conacul urmându-l pe Ion, condus la gară de către Maria, întristată și însigurată. În partea a doua sunt relatate episoadele conviețuirii dificile dintre cei doi, Maria și Ion, dedat jocului de cărți. Supraviețuiesc grație muncii de croitoreasă și plasamentelor vestimentare făcute pentru actrițele teatrului de revistă. Nina începe să lipsească noaptea de acasă, întorcăndu-se dimineața, adusă cu trăsura. Ion revine la tripou, pentru a împrumuta bani. Îl reîntâlnește pe Iorgu Ordeanu, cunoscut la moșia lui Alexandru. Ordeanu seamănă foarte mult cu „omul din vis”. Salvatorul lui Teodorescu deține mai multe tablouri reprezentând-o pe mama lui Ion. Enigmatica femeie, dispărută la 21 de ani, seamănă izbitor cu doamna Agata. Steriu cumpără la un preț exorbitant toate copiile acestui tablou. După ce pierde din nou la jocul de cărți, Ion se sinucide tăindu-și venele.

## Distribuție
- Ștefan Iordache — Ion Theodorescu, jucător de cărți
- Tora Vasilescu — Nina, guvernanta copiilor lui Algiu
- Petre Simionescu — Iorgu Ordeanu, boier bătrân/„Omul din vis”
- Victor Ionescu — dr. Stârcu, prieten al lui Theodorescu
- Ion Fiscuteanu — Alexandru Algiu, prietenul din copilărie al lui Theodorescu
- Constantin Dinulescu — Mișu Cariade, jucător de cărți
- Camelia Zorlescu — Englezoaica, jucătoare de cărți
- Mihaela Nestorescu — Agatha, fosta iubită a lui Theodorescu
- Rodica Moianu — dr. Steriu, directoarea clinicii
- Rada Istrate — Maria Algiu, soția lui Alexandru
- Mitică Popescu — dl Burcea, nebunul din stațiunea balneară
- Gheorghe Ghițulescu
- Saul Taișler — dl Horowitz, negustor evreu
- Nicolae Albani — dl Mogrea, jucător de cărți
- Paul Lavric — dl Iorgovici, jucător de cărți
- Flavius Constantinescu — jucătorul de cărți cu barbă
- Ștefan Alexandrescu
- Cristian Irimia
- Radu Vaida
- Constantin Drăgănescu — jucătorul de cărți fumător
- Constantin Chelba
- Tamara Crețulescu
- Ion Porsilă
- Elena Cernat
- Nicoleta Donos
- Nicolae Dide
- Anton Aftenie
- Augustin Brânzaș
- Ruxandra Verona
- Ovidiu Albița
- Adrian Tuca
- Costache Sava
- Petre Ciubotaru

## Fișă tehnică
- Regia : Mircea Daneliuc
- Scenariul : Mircea Daneliuc după o idee din nuvela „Omul din vis” de Cezar Petrescu
- Decoruri : Manuela Mărășescu
- Costume : Cătălina Iakob
- Machiajul : Gheorghe Drăghici
- Montajul : Maria Neagu
- Muzica : Vasile Șirli
- Imaginea : Călin Ghibu
- Producția : Casa de Filme Trei
- Realizat în studiourile Centrului de Producție Cinematografică București
- Durată : 159 de minute
- Genurile : dramă, fantastic

## Primire
Filmul a fost vizionat de 2.423.335 de spectatori în cinematografele din România, după cum atestă o situație a numărului de spectatori înregistrat de filmele românești de la data premierei și până la data de 31 decembrie 2014 alcătuită de Centrul Național al Cinematografiei.

## Premii
- Marele premiu(confirmat în 1990) ACIN 1984
  - 1984 - ACIN - Marele Premiu, Premiul pentru imagine (Călin Ghibu), Premiul pentru interpretare masculină (Ștefan Iordache), Premiul pentru decoruri (Magdalena Mărășescu), Premiul pentru costume (Cătălina Iacob), Premiul pentru coloana sonoră (Anușavan Salamanian), Diplomă de onoare (Petre Simionescu).[5]